# Harald von Hirschfeld
Pour les articles homonymes, voir Hirschfeld.
 (septembre 2018).
Harald von Hirschfeld est un Generalleutnant allemand, né 10 juillet 1912 à Weimar et mort au combat le 18 janvier 1945 au col de Dukla (dans le Sud-Est de la Pologne).

## Biographie
Hirschfeld a participé en septembre 1943 au massacre de la division Acqui, ce qui constitue un crime de guerre. Il est en effet Major dans la 1re division de montagne qui réalise l'exécution en masse des hommes de la 33e division d'infanterie « Acqui » de l'armée italienne, alors repliée dans l'île grecque de Céphalonie.
Plus jeune Generalmajor de la Wehrmacht, il est mortellement blessé lors de la bataille du col de Dukla en janvier 1945 : il est promu à titre posthume au grade de Generalleutnant le 10 février 1945.
Il est récipiendaire de la croix de chevalier de la croix de fer avec des feuilles de chêne.
Hirschfeld était marié à Sylvinia von Dönhoff, qui a épousé plus tard l'ancien pilote de chasse Adolf Galland.